# Thomas Chatterton

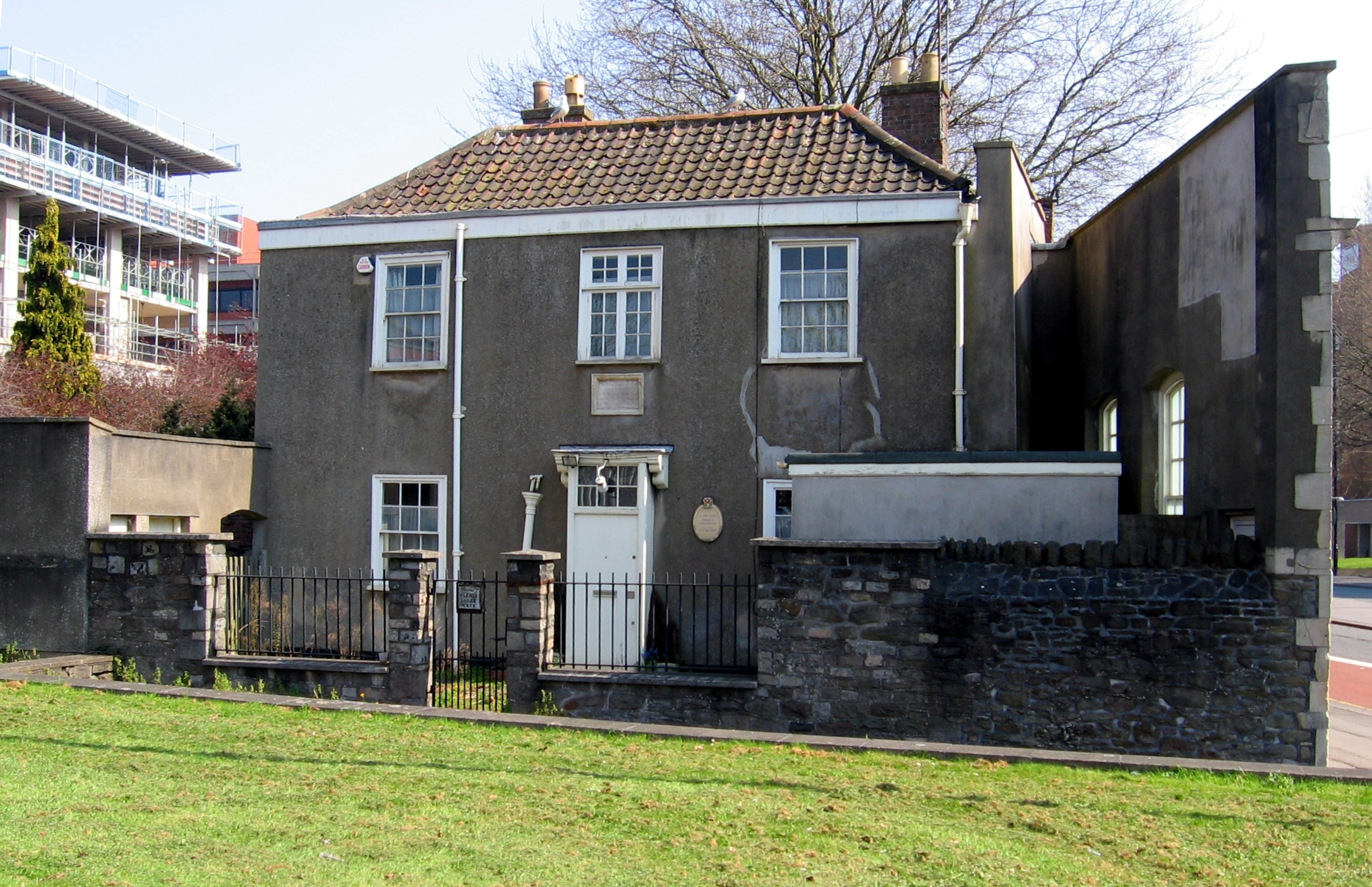
A casa em Bristol onde Chatterton nasceu e estudou

A morte de Chatterton, 1856, por Henry Wallis.

Thomas Chatterton (Bristol, 20 de novembro de 1752 — Londres, 24 de agosto de 1770) foi um poeta britânico. Ficou conhecido pelas suas poesias escritas no estilo medieval e pelo fato de ter cometido suicídio com apenas 17 anos.
Chatterton nasceu em Bristol e foi educado pela mãe, viúva desde antes do seu nascimento, que administrava uma escola para moças. Desde cedo, mostrou não ser uma criança vulgar, detestando brincadeiras e passando muitas horas em contemplação e desconfiou-se que o rapaz fosse retardado. A sua mãe reconheceu, no entanto, que se tratava do oposto e ensinou-o a ler. Rapidamente, Chatterton ficou um aficcionado da leitura, interessado sobretudo pelos escritores medievais e poesia vernacular. O seu maior talento mostrou-se na escrita e aos onze anos já escrevia regularmente para o Bristol Journal. Em 1768, Chatterton publicou no jornal o poema Elinoure and Juga, que ele anunciou como obra de um monge do século XV de nome Thomas Rowley. Na verdade a poesia era dele, mas Chatterton manteve a farsa e explicou que tinha descoberto o manuscrito perdido numa Igreja de Bristol. A obra fez sucesso e Chatterton publicou An Excelente Balade of Charitie e outros poemas de Rowley, sem nunca assumir a verdadeira autoria.
Em 1770, Chatterton mudou-se para Londres para fazer a vida como poeta e jornalista. Escreveu algumas sátiras políticas em prosa e verso e ganhou alguma notoriedade por ser capaz de copiar qualquer estilo literário. No entanto, o talento não foi suficiente para lhe trazer o sucesso imediato que a sua ambição pedia. Em junho, Chatterton viu outra das suas composições medievais ser rejeitada para publicação. Sem meios para se sustentar nem esperança para um futuro melhor, acabou por se envenenar com arsénico pouco antes de completar 18 anos.
Depois da sua trágica morte, o seu pseudónimo Thomas Rowley adquiriu credibilidade. A colecção completa foi publicada em 1777, com prefácio de Thomas Tyrwhitt, um perito em Chaucer que acreditava na sua autenticidade. Rowley chegou a aparecer como poeta medieval na História da Poesia Inglesa de Thomas Wharton (1778), embora na segunda edição apareça já um comentário que discute a sua idade. Chatterton só foi universalmente reconhecido como o responsável pela invenção do monge Rowley no século XIX. Os seus papéis pessoais, recortes de artigos de jornal e restante espólio fazem parte da colecção do Museu Britânico.